# Open de Rennes 2006
L'Open de Rennes 2006 è stato un torneo di tennis facente parte della categoria ATP Challenger Series nell'ambito dell'ATP Challenger Series 2006. Il torneo si è giocato a Rennes in Francia dal 9 al 15 ottobre 2006 su campi in cemento indoor.

## Vincitori

### Singolare
Jo-Wilfried Tsonga ha battuto in finale  Tobias Summerer con il punteggio di 1–6, 7–5, 7–5

### Doppio
Grégory Carraz /  Mathieu Montcourt hanno battuto in finale  Tomasz Bednarek /  Frank Moser con il punteggio di 6–3, 3–6, [10–4]